# 纳托利宫
纳托利宫 （義大利語：Palazzo Natoli）是一座18世纪巴洛克 宫殿，位于意大利南部西西里首府巴勒莫的历史中心，属于贵族纳托利家族。
建筑立面上是纳托利家族的徽章。内部有一个优雅的楼梯，其特点是有一个非常大的入口大厅，内部装饰有华丽的古典壁画。在餐厅富有艺术价值的壁画出自焦阿基诺 马尔托拉纳之手，描绘纳托利家族的历史和英雄事迹的各种场景。